# Thom van Campen
Anthony Albertus Hermance (Thom) van Campen (Doetinchem, 18 januari 1990) is een Nederlandse politicus namens de VVD. Sinds 31 maart 2021 is hij lid van de Tweede Kamer der Staten-Generaal.

## Opleiding en loopbaan
Van Campen is geboren in Doetinchem als de zoon van een onderwijsbestuurder en een onderneemster. Hij heeft een jongere en een oudere zus en ging tussen 2002 en 2007 naar het havo op het Ulenhofcollege aldaar. Op dezelfde school, een jaar boven Van Campen, zat Gideon van Meijeren; zijn latere FVD-collega die gelijktijdig in het parlement kwam. Vervolgens studeerde hij Journalistiek aan de Hogeschool Windesheim in Zwolle en behaalde daar in 2012 een bachelor. Van 2012 tot 2014 studeerde hij Internationale betrekkingen aan de Vrije Universiteit Amsterdam en behaalde daar een master. Ook was hij hoofdredacteur van Essay, het tijdschrift van zijn faculteit.
Van Campen werd in 2014 stagiair van VVD-Kamerlid Malik Azmani en was van mei 2015 tot december 2016 persoonlijk medewerker van Kamerlid Betty de Boer, woordvoerder over onder andere spoorwegen. Daarna werkte hij als strategisch adviseur op de afdeling public affairs van ProRail. Hij verliet die spoorwegbeheerder in oktober 2017 en werd politiek adviseur van staatssecretaris Tamara van Ark op het ministerie van Sociale Zaken en Werkgelegenheid. Toen Van Ark in juli 2020 minister voor Medische Zorg werd, verhuisde Van Campen mee naar haar nieuwe ministerie.

## Politieke loopbaan
Van Campen werd in 2008 lid van de VVD en verscheen op twintigjarige leeftijd als zevende kandidaat op de kandidatenlijst voor de Zwolse gemeenteraadsverkiezingen in 2010. Hij ontving geen zetel, maar werd wel door zijn partij benoemd tot burgerlid. Op 14 maart 2011 volgde Van Campen raadslid René de Heer, die toen wethouder werd, op en werd het jongste lid van de Zwolse gemeenteraad. Vanwege de benoeming zegde Van Campen zijn stage bij de NOS in Brussel na een maand op. In de raad werd hij woordvoerder cultuur.
Bij de gemeenteraadsverkiezingen 2014 werd Van Campen herkozen als vijfde kandidaat van de VVD. In 2016 keurde de gemeenteraad een voorstel van Van Campen en een collega van D66 goed voor een proef waarbij de horeca in Zwolle de hele nacht geopend mocht blijven. Naar aanleiding hiervan werden die regels uiteindelijk in 2018 definitief. In augustus 2016 werd Van Campen fractievoorzitter en bij de gemeenteraadsverkiezingen 2018 was hij lijsttrekker, de jongste uit de geschiedenis van de Zwolse VVD.

### Tweede Kamer
Op 31 maart 2021 werd hij namens de VVD beëdigd als lid van de Tweede Kamer der Staten-Generaal. Van Campen stond bij de Tweede Kamerverkiezingen 2021 als zestiende op de kandidatenlijst van zijn partij en hij ontving 2821 voorkeurstemmen. Op 19 april nam hij afscheid van de Zwolse gemeenteraad. In zijn portefeuille heeft hij landbouw, voedselkwaliteit, NVWA en stikstofproblematiek (eerder ook zorgpreventie). Ook is hij in de Tweede Kamer lid van de commissies voor Infrastructuur en Waterstaat; voor Landbouw, Natuur en Voedselkwaliteit en voor Volksgezondheid, Welzijn en Sport.
Van Campen was bij de gemeenteraadsverkiezingen van 2022 een van de lijstduwers van de VVD in Zwolle. In datzelfde jaar stelde hij in de Tweede Kamer voor om slachthuizen permanent te sluiten als er sprake is van meerdere overtredingen van dierenwelzijnsregels. Als landbouwwoordvoerder was Van Campen daarnaast betrokken bij debatten over stikstof, waarvan de coalitie met onder andere de VVD had besloten de uitstoot sterk te verminderen om natuurkwaliteit te verbeteren naar aanleiding van een uitspraak van de Raad van State. Tijdens een partijcongres stemde 51% van de leden in met een motie om de Tweede Kamerfractie op te roepen tot het aanpassen van de kabinetsplannen omtrent stikstofreductie uit angst dat de leefbaarheid van het platteland achteruit zou gaan. Van Campen had de motie ontraden, omdat hij het oneens was met de aanname dat ouderwetse technieken werden ingezet om de stikstofuitstoot the berekenen. In juni 2022 adviseerde de Nationaal Coördinator Terrorismebestrijding en Veiligheid Van Campen en enkele andere Kamerleden om vanwege veiligheidsredenen weg te blijven bij een boerenprotest in Stroe. Van Campen bekritiseerde vervolgens politici die wel aanwezig waren door te verklaren dat hij een verenigde reactie collegialer had gevonden.
Van Campen was tijdens het zwangerschapsverlof van Bente Becker in 2022 vicefractievoorzitter van de VVD.

## Privéleven
Van Campen woont in Zwolle met zijn partner.